# Cymodusopsis asperata
Cymodusopsis asperata är en stekelart som beskrevs av Sanborne 1986. Cymodusopsis asperata ingår i släktet Cymodusopsis och familjen brokparasitsteklar. Inga underarter finns listade i Catalogue of Life.